# آرماند آسانته
آرماند آسانته (انگلیسی: Armand Assante؛ زادهٔ ۴ اکتبر ۱۹۴۹) بازیگر اهل ایالات متحده آمریکا است. وی از سال ۱۹۷۴ میلادی تاکنون مشغول فعالیت بوده‌است.

## گزیدهٔ نقش‌آفرینی‌ها
از فیلم‌ها یا سریال تلویزیونی که وی در آن نقش داشته است، می‌توان به جک قاتل، سرباز بنجامین، ۱۴۹۲: فتح بهشت، گانگستر آمریکایی، سین جیم، عزیزان کوچک، پیشگویی، مردی رو به زوال، قاضی درد، مرد در شرف ازدواج، غریزه کشنده، مردی که برگشت، نقطه فروپاشی، رؤیای کالیفرنیا، ادیسه، خط، چگونه در زندگی مشترک جان سالم به‌در ببریم، هجوم کوسه‌ها، شعبده‌باز و وقتی نیچه گریست اشاره کرد.